# Буренин, Анатолий Александрович
Анато́лий Алекса́ндрович Буре́нин (род. 20 августа 1947) — российский учёный-механик, специалист в области механики деформируемого твёрдого тела, член-корреспондент РАН.

## Биография
Родился в 1947 году в селе Подгорное Уваровского района Тамбовской области. Окончил механико-математический факультет Воронежского государственного университета, под руководством А. Д. Чернышёва защитил кандидатскую диссертацию,
Преподавал в Воронежском инженерно-строительном институте, где возглавил кафедру теоретической механики и руководил ею с 1987 по 1988 год.
В 1987 году по инициативе председателя Президиума ДВО АН СССР академика В. И. Ильичёва и академика Е. В. Золотова для работы на Дальнем Востоке был приглашён ряд выдающихся учёных. По приглашению Г. И. Быковцева А. А. Буренин переехал во Владивосток, где в 1990 году защитил докторскую диссертацию. Впоследствии он стал заведующим кафедрой математического моделирования и информатики Дальневосточного политехнического института им. Куйбышева, заведующим лабораторией механики деформируемого твёрдого тела Института автоматики и процессов управления ДВО РАН.
В 2008 году был избран членом-корреспондентом РАН по Отделению энергетики, машиностроения, механики и процессов управления. В 2013 году возглавил Институт машиноведения и металлургии ДВО РАН и руководил им до 2017 года.
Член Российского национального комитета по теоретической и прикладной механике.

## Научные достижения
А. А. Буренин является признанным специалистом в механике деформируемых сред. Предложенная им теория конечных упругопластических деформаций базируется на новом подходе к самому определению обратимых и необратимых деформаций, когда разложение полных деформаций на упругие и пластические производится не с помощью алгебраических соотношений, а с помощью дифференциальных уравнений переноса. Буренин занимался также изучением свойств поверхностей разрывов деформаций, решил ряд автомодельных задач о взаимодействии ударных волн между собой и с преградами при высокоскоростных соударениях деформируемых тел, а для неавтомодельных задач такого рода разработал приближённые методы решения.
Автор более 80 научных трудов.

## Награды
- Медаль ордена «За заслуги перед Отечеством» II степени (4 декабря 2023 года) — за большой вклад в развитие науки и многолетнюю добросовестную работу[6]

## Избранные труды
- Буренин А. А., Ковтанюк Л. В.  Большие необратимые деформации и упругое последействие. — Владивосток: Дальнаука, 2013. — 312 с. — ISBN 978-5-8044-1423-9.
- Буренин А. А., Быковцев Г. И., Ковтанюк Л. В.  Об одной простой модели для упругопластической среды при конечных деформациях // Доклады Академии наук. — 1996. — № 2. — С. 199.
- Буренин А. А., Ковтанюк Л. В., Полоник М. В.  Возможность повторного пластического течения при общей разгрузке упругопластической среды // Доклады Академии наук. — 2000. — № 6. — С. 767.
- Буренин А. А., Ярушина В. М.  Плоское напряжённое состояние в условиях нелинейной неустановившейся ползучести // Дальневосточный математический журнал. — 2002. — Т. 3, № 1. — С. 64—78.
- Буренин А. А., Ковтанюк Л. В., Терлецкий И. А.  К формированию поля остаточных напряжений в окрестности сферической полости вязкоупругопластического материала // Дальневосточный математический журнал. — 2012. — Т. 12, № 2. — С. 146—159.